# Закони о унији из 1800.
Закони о унији из 1800. се односе на два закона којима је учвршћен однос Велике Британије и Ирске чиме је основано Уједињено Краљевство Велике Британије и Ирске. Име ових закона био је Акт о унији са Ирском из 1800. усвојен у оба дома Парламента Велике Британије 2. јула 1800. и Акт о унији усвојен у Парламенту Ирске 1. августа 1800. Унија је ступила на снагу 1. јануара 1801. Оба закона, мада у измењеном облику, су остала на снази у Уједињеном Краљевсту и после ирског добијања независности. У Републици Ирској Акт о унији са Ирском (усвојен у британском парламенту) није одбачен све до усвајања у Ерахтасу Закона о статуту 1983. Акт о унији (усвојен у ирском парламенту) је одбачен 1962.
У веку који је следио након уније Енглеске и Шкотске, Ирска је добила законодавну независност од Велике Британије по уставу из 1782., пошто је вековима био потчињен прво Енглеској, а касније Великој Британији. Међутим, приступ институционалним властима у Ирској је био ограничен на мањину, Протестантски успон, и незадовољство због слабих реформи је на крају довело до Ирског устанка 1798, која је обухватала француску инвазију Ирске, и који је захтевао комплетну независност од Велике Британије. Устанак је био сурово угушен, а потоњи предлог за унију Велике Британије и Ирске који је усвојен 1800. је био делимично мотивисан уверењем да су устанак изазвала колико и бруталношћу лојалиста, толико и Друштва уједињених Ираца. Његово коначно усвајање од стране Парламента Ирске била је успешно јер је одобрено простом већином парламентараца који су добили од британске владе племство, земљу и друге бенефиције.
Један од атрактивних аспеката уније за католичку већину у Ирској, је било обећање о укидање кривичних закона који су их дискриминисали и пружање грађанске еманципације. У складу са одредбама Закона о Унији, Ирску би заступало 100 парламентараца, била би спроведена еманципација католика, иако је ова процес укинут још раније за време владавине Џорџа III, који је тврдио да би то било против интереса земље да заштити Цркву Енглеске коју је обећао на свом крунисању. Учешће католика у британском парламенту је уведено тек 1829, захваљујући напорима Данијела О’Конела.
Нова застава Уједињеног Краљевства комбинује крст Светог Ђорђа који представља Енглеску (која је обухватала и Велс), крст Светог Андрије који представља Шкотску и крст Светог Патрика који представља Ирску. Након ирског стицања независности 1922, данашња застава Уједињеног Краљевства није променила изглед пошто је северни део острва остао у Уједињеном Краљевству.